# Glypta divaricata
Glypta divaricata är en stekelart som först beskrevs av Thomas Say 1835.  Glypta divaricata ingår i släktet Glypta och familjen brokparasitsteklar. Inga underarter finns listade i Catalogue of Life.